# Bimetalový teploměr

ručičkový teploměr se spirálovým bimetalovým páskem

Bimetalový teploměr je teploměr, který na měření teploty využívá bimetalový (dvojkovový) pásek složený ze dvou kovů s různými činiteli tepelné roztažnosti. Při změně teploty se pásek ohýbá a tento pohyb se přenáší na ručičku přístroje.